# Zina Weygand
Pour les articles homonymes, voir Weygand.
Zina Weygand, née le 23 avril 1945 à Paris, est docteur en histoire habilitée à diriger des recherches. Retraitée, elle est chercheuse honoraire au laboratoire Brigitte Frybourg pour l'Insertion sociale des personnes handicapées du Conservatoire national des arts et métiers.
Zina Weygand est spécialiste de l’histoire de la cécité et des aveugles dans la société française du Moyen Âge aux premières années du XXe siècle. Dans la mouvance d'Alain Corbin et des historiens français héritiers de l'École des Annales, ses recherches portent principalement sur l'histoire des représentations de la cécité et des institutions vouées aux personnes aveugles et l'histoire de la vicariance et des innovations techniques dans le domaine de la compensation du handicap visuel aux XVIIIe et XIXe siècles.

## Activité scientifique
Autrice de huit monographies, elle a également collaboré à une douzaine d'ouvrages collectifs et publié de nombreux articles de recherche. Elle intervient régulièrement dans des manifestations scientifiques d'audience internationale. Elle a notamment prononcé l'allocution introductive du Colloque Histoire de la cécité et des aveugles tenu à Paris les 27, 28 et 29 juin 2013.
En juin 2015, Zina Weygand participe au colloque "Blind creations" consacré à la relation entre cécité et créativité organisé à l'Université de Londres. Elle y donne une conférence plénière consacrée à Jacques Lusseyran et d'autres aveugles de la Résistance. 
En 2016, elle fait partie du comité d'organisation du colloque "Jacques Lusseyran entre cécité et lumière. Regards croisés"
 tenu à la Fondation Singer-Polignac, pour lequel elle est également chargée de l'allocution introductive.
En 2021, un documentaire sur ses travaux Zina Weygand, le sens de l'invisible a été réalisé pour la série "À vous de voir" et diffusé en mai 2021 sur France 5.

## Publications

### Ouvrages
- Vivre sans voir. Les aveugles dans la société française du Moyen Âge au siècle de Louis Braille, Grâne, Éditions Créaphis, 2003, 375 p[8]. [présentation en ligne]. La traduction de cet ouvrage en anglais[9] est parue en août 2009 chez Stanford University Press, la traduction en japonais[10] en avril 2013 aux éditions Fujiwara Shoten
- Les causes de la cécité et les soins oculaires en France au début du XIXe siècle (1800-1815), Paris, CTNERHI, diffusion PUF, 1989, 332 p[11].
- Jacques Lusseyran, entre cécité et lumière, Marion CHOTTIN, Céline ROUSSEL, Zina WEYGAND (dir.), Paris, Éditions Rue d'Ulm, Presses de l'École normale supérieure, 2019, 232p[12].

### Éditions critiques et traductions
- Suzanne Taha Hussein, Avec toi. De la France à l’Égypte : « Un extraordinaire amour » Suzanne et Taha Hussein (1915-1973), Préface de Amina Taha Hussein-Okada. Notes et postface de Zina Weygand et Bruno Ronfard, Paris, Les éditions du Cerf, Collection L’Histoire à vif, 2011, 377 p. [présentation en ligne]
- Thérèse-Adèle Husson. Une jeune aveugle dans la France du dix-neuvième siècle. Commentaires de Zina Weygand et Catherine J. Kudlick. Traduction Lise-Hélène Trouilloud, révisée par Zina Weygand. Toulouse, Erès, Connaissances de l’éducation, 2004, 123 p. [présentation en ligne]

## Distinctions

### Récompenses
- 1989 : prix de la Société francophone d'histoire de l'ophtalmologie.
- 2000 : premier prix ex-æquo du concours de la Société française d'histoire des hôpitaux[13].

### Décoration
Le 12 juillet 2013, elle est nommée au grade de chevalier dans l'ordre national de la Légion d'honneur au titre de « historienne, ingénieur de recherche (h) au Conservatoire national des arts et métiers ; 42 ans de services ». Elle reçoit la décoration le 29 avril 2014.